# Jigsaw (personnage)
Pour les articles homonymes, voir Kramer et Jigsaw.
John Kramer, ou Jigsaw (appelé parfois le Tueur au Puzzle en version française), est un personnage de fiction, à la fois personnage central et principal protagoniste de la série de films d'horreur Saw créée par James Wan et Leigh Whannell.
C'est un ancien ingénieur civil devenu tueur en série, ayant pour but de faire comprendre à ses victimes, en stimulant leur instinct de survie, l'importance de savourer la vie, alors que son fils, mort in utero, et lui-même, condamné par un cancer, sont injustement privés de ce bonheur. Il met à profit les derniers mois qui lui restent à vivre pour concevoir des pièges très élaborés (qu'il nomme des « jeux ») dans lesquels il enferme ses victimes. Celles-ci, sélectionnées en raison du mépris qu'elles ont pour la vie, ont alors le choix de se libérer en s'auto-infligeant des tortures (souvent physiques et parfois psychologiques) abominables, ou de mourir. Son surnom Jigsaw (« puzzle ») vient du fait qu'il prélève un morceau de peau en forme de pièce de puzzle sur le cadavre de ceux qui n'ont pas réussi leur épreuve.
Il s'assure que son œuvre sera poursuivie après sa mort en s'entourant d'anciennes victimes ayant survécu à ses pièges et converties à sa cause, qui deviennent ses disciples. Ainsi, s'il n'est réellement physiquement que dans quatre volets, son ombre continue de planer sur le reste de la saga. Il apparaît dans chacun des dix films à l'exception du neuvième Spirale : L'Héritage de Saw.
Son omniprésence au sein de la franchise, son profil suscitant l'empathie et sa conviction d'accomplir une mission juste ont fait de lui l'une des figures les plus marquantes du cinéma d'horreur.

## Biographie fictive

### Vie familiale et professionnelle
John Kramer est durant sa carrière professionnelle un brillant ingénieur civil, marié à Jill Tuck, gérante d'une clinique pour toxicomanes. Alors qu'il approche de la cinquantaine, tout semble lui sourire : sa femme parvient enfin à tomber enceinte après de nombreuses tentatives et il s'apprête à réaliser un immense projet de réaménagement d'une ancienne usine de conditionnement de viande, aux côtés de son avocat et ami Art Blank, projet qu'il nomme Gideon, du même nom qu'il prévoit de donner à son fils. Il rencontre également William Easton, PDG de la société d'assurance Umbrella qui le couvre lui-même ainsi que Jill, au cours d'un buffet organisé à la clinique de Jill pour collecter des fonds.
Mais en quelques semaines, son monde s'écroule : Jill perd leur enfant à cause d'un geste involontaire de Cecil Adams, un habitué de sa clinique. Peu après, son neveu décède dans un accident de la route après avoir acheté une moto dont les freins étaient défectueux à un certain Mitch, puis il apprend de son oncologue, le docteur Lawrence Gordon, qu'il a un cancer du lobe frontal. Il se révèle que son cancer avait été repéré auparavant mais a été diagnostiqué tardivement à cause d'une étourderie de l'interne Logan Nelson, ancien médecin de guerre torturé pendant la guerre d'Irak, qui a échangé par inadvertance sa radio avec celle d'un patient sain : la tumeur, qui pouvait encore être soignée à l'époque, est désormais inopérable. Dépité, il tente de se suicider en se jetant d'une falaise avec sa voiture mais survit miraculeusement. C'est à ce moment qu'il décide de dédier le restant de ses jours à tester la nature humaine et sa volonté de vivre. Il annonce à Blank peu de temps après qu'il renonce au projet Gideon.
Voulant désormais faire comprendre l'importance de la vie à ceux qui n'en profitent pas ou qui ont été coupables de délits impunis, il commence à dessiner les esquisses de ses pièges. Pendant ses premières chimiothérapies, il reçoit le soutien moral de ses voisins Matthew et Anna mais assiste régulièrement à leurs disputes depuis sa fenêtre de salon. Un soir, il entend les hurlements de Anna ordonnant à son bébé en pleurs de se taire. Peu de temps après, le nourrisson cesse brusquement de pleurer avant que quelques heures plus tard, Matthew ne soit emmené en état de choc par les secours : il se serait en effet retourné dans son sommeil et aurait étouffé le bébé qui dormait à côté de lui. Mais John comprend que la vérité est toute autre et que Anna a mis en scène l'accident domestique pour masquer les conséquences de son excès de rage. Rongé par la culpabilité d'avoir tué son enfant, Matthew se suicide.

### Premiers pièges
Peu après, John fait de Cecil sa première victime. Il lui conçoit ainsi une épreuve dans laquelle il doit appuyer sa tête suffisamment fort contre des lames de couteaux pour se libérer de la chaise à laquelle il est attaché s'il ne veut pas se vider de son sang. Il kidnappe le junkie en pleine rue au cours d'une fête pour l'année du cochon du zodiaque chinois en utilisant un masque imbibé de chloroforme tandis que pour se mêler à la foule, il porte lui-même un masque de cochon. Bien qu'ayant réussi son épreuve, loin d'avoir tiré une quelconque leçon, Cecil tente de tuer John en représailles mais chute dans des barbelés et meurt en essayant furieusement de se débattre. Après une crise de colère de John après l'avoir confronté à sa responsabilité dans la mort de Cecil, Jill et lui divorcent, malgré les sentiments qu'ils ont toujours l'un pour l'autre, John sachant les risques que sa nouvelle vie peut faire peser sur Jill.
Dès lors, pour communiquer avec ses victimes sans risques, il utilise une poupée ventriloque, à l'effigie de celle qu'il avait créé pour son fils, qu'il enregistre sur des cassettes vidéos. Son premier vrai jeu avec plusieurs personnes est mis en place dans l'ancienne ferme porcine appartenant à la famille de Jill. Il place notamment Anna, Mitch et le docteur Nelson parmi les cinq participants. Mais la première épreuve, durant laquelle chaque personne doit se couper légèrement sur les scies circulaires de sa porte pour l'ouvrir, ne se passe pas comme prévu : Nelson, à cause de son anesthésie trop forte, ne se réveille pas à temps et commence à être plaqué contre les scies circulaires de sa porte, en punition de ne pas avoir réalisé son sacrifice. Alors que les quatre autres ont réussi à passer à l'étape suivante et que leurs portes se soient fermés derrière eux, John sort par une porte secrète de la pièce et libère Nelson, comprenant qu'il ne peut pas le laisser mourir à cause de la même raison pour laquelle il l'a choisi : une erreur d'inattention. Le jeu se termine par la mort de tous les autres participants, tandis que John soigne Nelson et lui permet de récupérer.
Reconnaissant, Nelson assiste John dans la création de ses pièges, dont son célèbre piège à ours inversé, malgré le stress post-traumatique encore présent des tortures qu'il a subi à la guerre, voyant là l'occasion de venger les morts et parler en leur nom. Il semble toutefois mettre fin à sa collaboration avec John après un certain temps.

### Recrutements de plusieurs apprentis
Les pièges et les victimes de John finissent petit à petit par s'accumuler et à attirer l'attention de la police et de la presse, notamment par le fait que chaque victime est découverte avec un morceau de puzzle découpé dans la chair, symbolisant selon John ce qu'il leur manquait : l'instinct de survie. Il est alors surnommé Jigsaw (le Tueur au Puzzle en version française) par les journalistes et les inspecteurs chargés de l'enquête. Il observe de loin ces différents inspecteurs, dont les agents David Tapp et Mark Hoffman. Il découvre que ce dernier est alcoolique et possède un comportement brutal depuis la mort de sa sœur Angelina par son petit-ami Seth Baxter cinq ans auparavant. Seth est d'ailleurs libéré pour vice de procédure alors qu'il avait été condamné à vingt-cinq ans de prison. Hoffman utilise alors ses connaissances dans l'affaire Jigsaw pour venger sa sœur en tuant Seth et en faisant passer son meurtre pour un piège, qu'il truque de façon que même si Seth réalise ce qui lui est demandé, sa mort soit inévitable. Découvrant cela, John capture Hoffman et lui propose d'observer sa méthode de réhabilitation ou bien de l'arrêter tout en sachant qu'il révèlera qu'il est le responsable de la mort de Seth, précisant que s'il vient à mourir, les preuves qu'il détient seront révélées. Après hésitation, Hoffman accepte et devient son premier véritable apprenti, l'assistant dès lors dans tous ses meurtres.
John laisse notamment sur une de leurs scènes le stylo-torche du docteur Gordon, ayant l'intention de le tester prochainement pour ses liaisons adultérines et sa condescendance avec ses patients, et demande à Hoffman de pousser Tapp à le suspecter. Simultanément, Amanda Young, une jeune droguée pratiquant l'automutilation, survit à son épreuve et devient la première personne à survivre à un piège de Jigsaw, piège qui n'est autre que le piège à ours inversé créé avec Nelson. Elle affirme aux enquêteurs que le fait d'avoir été piégé lui a permis de reprendre sa vie en main. Informé de cela par Hoffman, John se révèle à Amanda et devient une figure paternelle pour elle, au point qu'elle devienne son deuxième apprenti. Cette situation n'est pas sans provoquer des tensions entre Hoffman et Amanda. Il remarque aussi la propension du policier à prendre du plaisir devant la souffrance de ses victimes.
Un soir, alors qu'il rentre dans son atelier pour tester un homme nommé Jeff, John est interpellé par Tapp et son équipier Sing, qui ont trouvé sa cachette grâce au décor visible sur la cassette d'un de ses derniers meurtres. Il parvient néanmoins à s'enfuir sans avoir dévoilé son visage après avoir gravement blessé Tapp mais Sing est tué par un piège de sécurité.
Quelques semaines plus tard, John met en place le jeu prévu pour le docteur Gordon avec l'aide d'Amanda. Il met avec lui un photographe du nom de Adam, qui vit de filatures effectuées pour d'obscures personnes et que Tapp paye d'ailleurs depuis son renvoi de la police pour suivre Gordon. Enchaînés aux coins opposés d'une salle de bains désaffectée, Adam doit sortir de la pièce tandis que Gordon doit le tuer avant 6h s'il ne veut pas mourir abandonné dans la pièce et sa famille tuée. Pour cela, John a capturé Zepp Hindle, aide-soignant de l'hôpital où travaille Gordon, et l'a empoisonné. Zepp est chargé de capturer la femme et la fille de Gordon et de les abattre en cas d'échec de Gordon. John décide d'assister au jeu plus près qu'il ne le fait ordinairement : il se fait passer pour un cadavre au milieu de la salle de bains. Alors que Gordon a échoué, sa famille se libère et est secouru par Tapp qui espionnait leur domicile, toujours convaincu de la culpabilité de Gordon. Tapp est tué durant la poursuite avec Zepp alors que ce dernier se rendait à la salle de bains pour abattre Gordon. Finalement, il est lui-même tué par Adam qui avait simulé sa mort peu auparavant. Alors que Gordon, qui s'est amputé le pied, sort de la pièce en rampant, John se révèle à Adam tandis que celui-ci avait trouvé une cassette dans les poches de Zepp qui lui avait appris que ce dernier était aussi une victime.

« La plupart des gens n'ont aucune reconnaissance d'être en vie... mais pas toi, plus maintenant. Le jeu est terminé. »

— John à Adam avant de l'enfermer dans la salle de bain, Saw
John enferme Adam dans la salle de bains après l'avoir laissé dans le noir et rattrape Gordon un peu plus loin, qui a cautérisé son moignon avec un tuyau brûlant. Le félicitant pour avoir survécu, il le soigne et lui créé notamment une prothèse. Gordon devient à son tour un complice de John, complicité cachée à Hoffman et Amanda, et réalise notamment les opérations chirurgicales qu'il ne peut effectuer. D'autres personnes commencent à leur tour à survivre aux pièges qui suivent mais émerge notamment Bobby Dagen, prétendant avoir survécu à un piège alors qu'il n'en est rien. Il obtient rapidement la notoriété et la fortune avec les ventes de son best-seller racontant sa fausse expérience. Au cours d'une séance de dédicaces, John le rencontre et lui laisse clairement suggérer qu'il connaît son secret.

### Escroquerie au Mexique
Alors qu'il poursuit les examens pour suivre l'évolution de son cancer, John croise Henry Kessler, l'un des membres d'un groupe de parole auquel il participe. Il lui apprend être guéri de son cancer du pancréas grâce à un traitement expérimental du docteur norvégien Finn Pederson. Après d'être renseigné sur le traitement et que Henry lui ait transmis les informations nécessaires, John envoie une demande de contact sur le site du projet et est rappelé par Cecilia Pederson, la fille du médecin. Elle lui informe qu'elle se trouve à Mexico, étape de sa tournée mondiale clandestine pour éviter les représailles de l'industrie pharmaceutique, avec son équipe et lui propose de les rejoindre afin d'effectuer une opération qui pourrait le débarrasser de sa tumeur.
Pour obtenir le financement pour l'opération, John décide d'aller expliquer sa situation en personne à William Easton, ses demandes d'assurance pour le traitement ayant été rejetées. À son grand étonnement, William refuse également malgré leurs rapports, arguant que ce traitement est voué à l'échec en raison de son âge avancé et de la nature maligne de sa tumeur. Dégoûté, John quitte son bureau, tout en laissant suggérer à William que son manque de compassion pourra un jour se retourner contre lui. Il n'a dès lors pas le choix de puiser dans ses propres ressources financières.
Une fois au Mexique, John est vraisemblablement soigné par l'équipe de Cecilia et envisage alors d'arrêter ses jeux. Mais il se rend compte peu après qu'il n'a jamais subi d'opération et que la laboratoire clandestin où elle était censée avoir eu lieu a été laissé à l'abandon. Comprenant que Cecilia s'est servi de la notoriété de son père pour monter une gigantesque escroquerie destinée à s'enrichir, il met en place des épreuves pour les différents acteurs de la machination avec l'aide de Amanda.

### Identité révélée et interpellation
Quelques mois plus tard, une des contributions de Lawrence Gordon est apportée pour le piège de Michael Marks, un indic du lieutenant Eric Matthews, collègue d'Hoffman et que John veut tester en raison de sa corruption par falsification des preuves. Pour le mettre à l'épreuve, il place son fils Daniel dans une maison où est diffusé un gaz toxique avec sept personnes condamnées injustement par sa faute, dont Amanda. Daniel parvient à survivre tandis que ses six vrais compagnons d'infortune meurent et est ramené par Amanda à la tanière de John. Le jeu ayant été enregistré par des caméras, l'épreuve de Matthews est mise en place.
John a en effet laissé sur la scène du meurtre de Michael Marks un indice permettant à la police de le trouver. Interpellé, il dirige Matthews vers les moniteurs où sont diffusés les enregistrements du jeu de Daniel, sans lui préciser que les images ne sont pas filmées en direct. Pour revoir son fils, John propose une épreuve à Matthews : l'écouter. Durant leur conversation, John le met face à ses contradictions dans sa relation avec son fils et ses erreurs. Matthews finit par perdre patience et passe le vieil homme à tabac qui accepte de l'emmener à la maison où s'est déroulée le jeu, à condition qu'ils y aillent seuls. Matthews parvient à s'enfuir avec lui mais une fois à la maison, il est enfermé et enchainée dans la salle de bains désaffectée qui se trouvait sous la maison par Amanda tandis que ses collègues découvrent que Daniel était dans un coffre-fort dans le repaire du tueur : il était la récompense de Matthews s'il avait eu la patience d'attendre.

### Mort
Six mois s'écoulent durant lesquels la police, connaissant désormais son identité et celle d'Amanda, le traque, tandis qu'il séquestre Matthews. Ils se cachent dans l'ancienne usine de conditionnement de viande que John devait réhabiliter auparavant. Son cancer entre dans sa phase terminale et il sait que sa mort est imminente. Il est constamment alité, et doit laisser Amanda et Hoffman organiser les pièges. Amanda, loin de suivre les règles de son mentor, sabote les pièges pour les rendre ingagnables pour leurs participants. Il décide alors de tester sa volonté de laisser la vie à quelqu'un, au cours d'un ultime jeu qui se déroulera de deux côtés : celui du sergent Rigg d'un côté, pour lui apprendre à combattre son obsession de sauver tout le monde et celui du couple Denlon dont la femme, Lynn est une collègue de travail que Gordon a suggéré à John et le mari, Jeff, est obsédé par la vengeance depuis la mort de leur fils Dylan dans un accident de voiture. Le couple néglige ainsi leur fille et dernier enfant Corbett.
Peu avant le début du jeu, Jill rend visite à John en lui suppliant d'arrêter. Ce dernier lui donne une clé dont elle saura quoi faire en temps utile. Avant qu'Amanda lui amène Lynn Denlon, il confie à Hoffman le soin d'organiser un jeu après sa mort avec Amanda. Sûr de lui, Hoffman affirme qu'Amanda échouera à son test avant de partir par une porte secrète. Au terme d'une soirée sanglante au cours de laquelle meurent notamment Matthews, Art Blank et Rigg, Amanda est tuée par Jeff après avoir tiré sur sa femme contrairement aux règles définies par John. John offre à Jeff le moyen d'oublier sa vengeance en l'épargnant pour ce qu'il lui a fait subir au cours de la soirée. En réponse, Jeff lui tranche la gorge avec une scie circulaire et condamne sa femme, dont la vie dépendait de celle de John.

### Postérité
Son corps est découvert quelques minutes plus tard par l'agent du FBI Peter Strahm, qui traquait initialement Rigg mais qui a finalement suivi Jeff sans le savoir. Ce dernier sera d'ailleurs abattu par Strahm quand il essaiera de le mettre en joue. Une fois récupéré par la police, son corps est par la suite autopsié par le Dr Heffner qui, ironiquement, avait autopsié toutes ses victimes. Une cassette à destination d'Hoffman, qu'il avait enduit de cire et avalé peu avant sa mort, est retrouvée dans son estomac, dans laquelle il affirme que sa mort n'arrêtera pas son œuvre.
Hoffman organise successivement le jeu promis à John concernant cinq personnes ayant une responsabilité dans un incendie criminel ainsi que celui de William Easton. Pour ce dernier, il récupère auprès de Jill les identités des différents participants : John avait en effet mis ces éléments dans la boite qu'il a légué à Jill en héritage. Sans que Hoffman le sache, John a confié une ultime tâche à Jill : le tester pour qu'il cesse de prendre du plaisir à la souffrance des personnes testées.
Entre-temps, Jill apprend de la journaliste Pamela Jenkins via une lettre trouvée sur les lieux de la mort de John la vérité sur la mort de Gideon : Amanda était présente le soir où Cecil l'a agressé et avait même cambriolé la clinique à la demande d'Amanda, la rendant en partie responsable du drame. La lettre, destinée à Amanda, lui ordonne de tuer Lynn Denlon si elle ne veut pas que John l'apprenne. Jill reconnaît dessus l'écriture d'Hoffman, expliquant sa sérénité sur le fait qu'Amanda allait échouer à son épreuve. Furieuse, au lieu de tester simplement Hoffman avec un piège à ours inversé également légué, elle l'attache et verrouille l'appareil de façon qu'il ne puisse le retirer. Hoffman parvient néanmoins à se libérer et à arracher le piège au prix d'une douloureuse mutilation.
Après avoir organisé le jeu de Bobby Dagen, que John avait laissé de côté, Hoffman se venge en tuant Jill au sein même des locaux de la police avec le piège à ours inversé original. Mais avant qu'il n'ait pu prendre la fuite, il est capturé par trois individus dont Gordon, que John avait chargé de protéger Jill :

« [...] J'ai une requête : veille sur Jill. Et s'il devait lui arriver malheur, je veux que tu agisses immédiatement en mon nom. »

— Dernière requête de John à Lawrence Gordon, Saw 3D
En conséquence, Hoffman est enfermé et laissé pour mort par Gordon dans la salle de bain où il avait lui même perdu son pied.
Dans les années qui suivent, il devient une figure célèbre au point que certaines personnes lui vouent un culte, notamment sur les réseaux et forums du darknet. Certaines comme Eleanor Bonneville vont jusqu'à créer des répliques de ses pièges à partir de plans ayant fuité sur Internet. Le jeune William Schenk reprend des années plus tard son mode opératoire et notamment le symbole de la spirale ornant les joues de sa marionnette pour s'en prendre aux policiers corrompus ayant abusé des pouvoirs que leur octroie leurs fonctions.
Dix ans après sa mort, Logan Nelson décide de recréer le jeu auquel il avait participé de façon à se venger des personnes responsables de la mort de sa femme d'une part, et de rendre hommage à son ancien mentor d'une autre.

### Biographies fictives alternatives
Saw Rebirth
John Kramer apparaît dans la bande dessinée, où il est présenté comme un ancien fabricant de jouets chez Standard Engineering Ltd., le montrant peu enclin à changer sa vie, ce qui mit un terme à sa relation avec Jill. La découverte de son cancer et sa survie à sa tentative de suicide lui ont fait radicalement changer d'opinion. La bande dessinée met en scène ses liens avec le Dr Lawrence Gordon, Zep Hindle, Paul Leahy, Amanda Young, et Mark Wilson, ainsi que sa transformation en Jigsaw, idée que Leigh Whannell n'a pas gardé pour le scénario de Saw 3.
Cette version est rendue incompatible avec les événements du quatrième film.

## Relations
Malgré le fait qu'il se soit isolé d'elle en raison de sa nouvelle vie, John conserve une grande affection et tendresse pour son ex-femme Jill Tuck, allant jusqu'à lui déclarer son amour au cours d'une hallucination conséquente à une opération à cerveau ouvert, quelques minutes avant sa mort.
Initialement seul lors de ses premiers meurtres, il est assisté d'apprentis plus nombreux à mesure que son cancer progresse. Tous survivants d'un de ses pièges, ils finissent par rejoindre sa cause de façon plus ou moins assumée et a des relations différentes avec chacun d'eux. Il devient ainsi une figure paternelle pour Amanda Young, qui veillera sur lui jusqu'à sa mort et ira même jusqu'à montrer des signes de jalousie quand John semble avoir de l'intérêt pour quelqu'un d'autre. Son attraction envers lui ressemble beaucoup à un syndrome de Stockholm.
Il a davantage une relation de professeur avec Mark Hoffman et Logan Nelson, mais également comme mentor avec le deuxième en l'aidant à se reconstruire après le traumatisme conséquent aux tortures qu'il a subi en Irak. Pour Hoffman, leur relation est beaucoup moins proche, le policier se contentant de prendre note des enseignements de Jigsaw et de mettre en place les pièges avec un certain zèle.
Avec le docteur Gordon, bien qu'il le désigne comme son meilleur élément, leur relation une fois passé le jeu de l'oncologue se résume à une simple assistance lors d'opérations chirurgicales impossibles à réaliser par John ou encore à des suggestions de participants aux prochains jeux.

## Description

### Apparence
John Kramer est un homme de taille moyenne et de corpulence normale, âgé d'une cinquantaine d'années. Ses cheveux blancs et de longueur variable, de courts à mi-long. Ses chimiothérapies le rendent néanmoins chauve à de multiples reprises.
Lors de l'enlèvement de ses victimes, il porte un manteau long rouge et noir et dissimule son identité avec un masque de cochon, symbole de renaissance dans le zodiaque chinois, et par conséquent de ce qu'il espère pour ses victimes, mais également de l'année où aurait dû naître son fils Gideon.

### Personnalité
Avant la mort de son fils, il semble être un homme disposant d'une psychologie et d'une sociabilité commune : il participe à des diners organisés par sa femme pour le financement de sa clinique et entretient des relations courtoises avec William Easton, qu'il vient tout juste de rencontrer, à une de ces occasions. Il démontre également durant cette discussion qu'il accorde déjà une grande importance à la vie. À la suite de la fausse couche de sa femme et la découverte de son cancer, il devient progressivement aigri et misanthrope.
Il est la plupart du temps calme et parle spontanément avec une voix posée et ne l'élève qu'en de rares occasions, en contraste avec la brutalité de ses pièges. En tant qu'ancien ingénieur civil, John Kramer est un homme extrêmement brillant. Il conçoit en effet intégralement les pièges dédiés aux jeux de ses victimes, des ébauches et la fabrication. Il est également capable d'élaborer des pièges de sécurité autour de sa cachette. Il possède également une grande capacité d'anticipation : il arrive la quasi-totalité du temps à prévoir les réflexes qu'auront ses victimes durant leur test.
En raison de sa tendance à juger les autres et à estimer de lui-même le bien et le mal, il semble potentiellement souffrir d'un complexe de Dieu, décrivant notamment sa croisade de réhabilitation comme une œuvre qu'il s'assure de faire poursuivre au-delà de sa mort. Également, il ne se considère aucunement comme un tueur, estimant que le choix de vivre appartient à ses « sujets » de test. Ainsi, il n'hésite pas à affirmer qu'il n'a jamais revendiqué le surnom de Jigsaw, renvoyant son origine à la presse et à la police. Il rejette également l'application du darwinisme sur l'être humain.

### Mode opératoire
Jigsaw enlève ses victimes en dissimulant son visage sous un masque de cochon hippie, et profite de l'effet de surprise pour leur injecter un puissant anesthésique. Il les amène ensuite au lieu où il a installé le piège.
Quand la victime se réveille, elle trouve un message enregistré sur micro-cassette audio ou cassette vidéo à son attention ; sur les vidéos apparaît Billy, la marionnette du tueur. Chaque message commence par la formule « Bonjour », puis le prénom, ajoutant parfois : « On va jouer à un jeu » (I want to play a game. en version originale, également traduit par « Je veux faire un jeu » en version québécoise). Il expose ensuite la situation où se trouvait la victime, puis les motivations qui l'ont poussé à la mettre dans un piège. Enfin, il explique comment la victime peut se sortir du piège. Il conclut son message par : « Vivre ou mourir. À toi de choisir. » (Live or die. Make your choice. en version originale). À partir de la fin de l'enregistrement, la victime a une durée limitée pour exécuter ce qu'elle doit faire avant que le piège ne se referme sur elle et la condamne à mort. Si la victime meurt, Jigsaw, qui observait la scène, prélève sur le corps un morceau de peau en forme de pièce de puzzle censé représenter ce qui lui a manqué : l'instinct de survie.
Peu de gens peuvent s'échapper des pièges de Jigsaw, car ils impliquent une terrible douleur physique en échange de la vie. La victime doit presque toujours se mutiler sévèrement, voire sacrifier un de ses membres. En plus d'être sadiques, les pièges de Jigsaw sont très élaborés et anticipent les réflexes des victimes, pour les retourner contre elles. On peut remarquer que malgré son cancer, Jigsaw arrive à installer des mécanismes compliqués et à séquestrer ses victimes sans problèmes. Il a parfois l'aide d'un apprenti ou d'une autre victime.

## Œuvres

### Cinéma
- Saw de James Wan (2004)
- Saw 2 de Darren Lynn Bousman (2005)
- Saw 3 de Darren Lynn Bousman (2006)
- Saw 4 de Darren Lynn Bousman (2007)
- Saw 5 de David Hackl (2008)
- Saw 6 de Kevin Greutert (2009)
- Saw 3D : Chapitre final (Saw 3D : The Final Chapter) de Kevin Greutert, 2010
- Jigsaw de Michael et Peter Spierig (2017)
- Saw X de Kevin Greutert (2023)

### Comics
- Saw Rebirth (R. Eric Lieb et Kris Oprisko, 2005)

### Jeux vidéo
- Saw (jeu développé par Zombie Studios, 2009)
- Saw II: Flesh and Blood (jeu développé par Zombie Studios, 2010)

### Citations
1. ↑  Jigsaw : « [...] Le cancer n'est pas ce qui a déclenché mon œuvre. C'est au moment où j'ai décidé d'en finir avec la vie que mon œuvre a commencé, ça m'a fait lui donner un sens. J'avais donc décidé de me donner la mort et j'ai échoué. Mon corps n'avait pas été assez fort pour détruire les cellules cancéreuses mais il avait résisté au plongeon d'une falaise. Et à mon grand étonnement, j'étais encore en vie, et bien déterminé à passer les jours qu'il me restait à mettre à l'épreuve la nature humaine » - Saw 2 (2005)
2. ↑  Jigsaw : « La plupart des gens ont la chance d'ignorer quand [l'horloge] va s'arrêter. Et l'ironie de la chose, c'est que ça les empêche de vivre pleinement leur vie. Ça en fait de véritables zombies. » - Saw 2 (2005)
3. ↑  Logan : « John a décidé que je ne méritais pas de mourir car ce n'était pas intentionnel. Il m'a accordé une seconde chance. » - Jigsaw (2017)
4. ↑  Logan : « Il y a dix ans je suis rentré de la guerre complètement brisé. Jigsaw m'a aidé à reconstruire ma vie. Il m'a donné un but dans la vie (Flashback) - Logan : (s'effondre en sanglotant sur le plan de travail où il travaille avec Jigsaw) - Jigsaw : Il ne sort rien de bon de la colère ou même de la vengeance. Tu m'as appris ça. - Logan : Mais alors il n'y aura jamais de justice ? - Jigsaw : Si, il y en aura une. Parce qu'on parlera au nom des morts. » - Jigsaw (2017)
5. 1 2  Jigsaw : « La pièce de puzzle que je découpe sur mes sujets n'est censée représenter que le symbole de quelque chose qui manque à ces mêmes sujets. Une sorte de pièce vitale d'un puzzle humain. Et c'est l'instinct de survie. » - Saw 2 (2005)
6. ↑  Jigsaw : « [...] Notre partie vient de commencer. - Hoffman : Quoi, quelle partie ? Vous ne me connaissez même pas. - Jigsaw : Oh si, je te connais. Je t'ai suivi pendant que tu me poursuivais. Je te connais. Je suis au courant pour ta sœur. Je sais à quel point tu tenais à elle. Je sais qu'elle était ta seule famille. Tu traines dans les bars jusqu'à la fermeture. Tu bois pour arriver à dormir, tu t'écroules dans ta voiture et le lendemain tu recommences. » - Saw 5 (2008)
7. ↑  Hoffman : « Il y a un autre officier de police dont vous devriez vous méfier. Il s'appelle Tapp, il est malin et il se rapproche. - Jigsaw : Je sais qui c'est. Tu vas le guider vers une mauvaise piste pour moi. Un médecin. Un soignant qui a besoin d'être soigné. » - Saw 5 (2008)
8. ↑  Amanda : « Quand est-ce qu'elle commence ton épreuve ? - Hoffman : J'en ai pas besoin. - Amanda : Ah oui ? - Hoffman : Oui. Parce que... (saisit le poignet d'Amanda de manière à brandir ses scarifications) je n'ai pas pris ma vie à la légère. - Amanda : Tu es encore en train de traîner à quatre pattes, alors qu'est-ce que tu sais de la vie ? » - Saw 6 (2009)
9. ↑  Jigsaw (voyant Hoffman décharger violemment le corps inconscient de Timothy Young sur le sol)  : « C'est un être humain. Aimes-tu à ce point la brutalité, Mark ? » - Saw 6 (2009)
10. ↑  En version originale : « Most people are so ungrateful to be alive... but not you, not anymore. Game Over. »
11. ↑  Billy (sur une cassette vidéo)  : « Bonjour Bobby. On va jouer à un jeu. Tu as gagné de l'argent et de la notoriété grâce à l'histoire que tu as écrite sur la manière dont tu as survécu. Beaucoup de gens t'ont aidé mais peu connaissent la vérité. Tu es un menteur. Toi et moi savons très bien que tu n'as jamais été piégé, donc tu n'as jamais subi d'épreuve. » - Saw 3D : Chapitre final (2010)
12. ↑  Bobby : « Votre nom monsieur ? - Jigsaw : John. Avec ou sans H, ça n'a pas d'importance. [...] Vous voyez, je suis un passionné d'histoire. Et dans l'Égypte ancienne, lorsqu'on parlait sous serment, on avait coutume de dire « Si je mens, emmenez-moi aux carrières ». Ça vous évoque quelque chose ? - Bobby : Non monsieur, ça ne m'évoque rien. - Jigsaw : Alors je vais vous expliquer : ça veut dire que si vous aviez menti sciemment au public, vous auriez subi une période sous le joug de l'esclavage. - Bobby : Qu'est-ce que vous sous-entendez monsieur ? - Jigsaw : Je ne sous-entends rien. » - Saw 3D : Chapitre final (2010)
13. ↑  Jigsaw : « Vous pensez que les vivants auront un ultime jugement sur vous parce que les morts ne pourront réclamer votre âme. Mais si vous vous trompiez ? » - Saw 6 (2009)
14. ↑  Jigsaw (voyant Eric Matthews déchirer les croquis de ses pièges) : « Comment allez-vous pouvoir me condamner si vous détruisez les preuves ? - Eric Matthews : Rassurez-vous : j'ai pas besoin de preuves. - Jigsaw : Alors allez-y. Détruisez-les. - Eric Matthews : C'est ce que je fais ! - Jigsaw : Détruisez-les toutes. Sachez seulement que ce n'est pas ça qui sauvera votre fils. - Eric Matthews : Vous tuez mon fils, je vous tue. - Jigsaw : Allez-y. Qu'est-ce que vous attendez ? Nous savons tous les deux quel genre d'être humain vous êtes [...] Le genre de personne qui a le cran de descendre un suspect désarmé. Le genre de personne qui fabrique des preuves pour réussir à obtenir une condamnation. Le genre de personne que sa femme quitte, le genre de personne que son fils déteste. - Eric Matthews : Vous, vous allez la fermer ! » - Saw 2 (2005)
15. ↑  Jigsaw : « Je ne vous ais pas tout dit Eric... - Eric Matthews : Je n'ai plus envie de vous écouter. - Jigsaw : Il vaut mieux que vous voyez de vos yeux. Malheureusement, il va m'être difficile de prendre ce que je veux vous montrer. Vous pourriez peut-être demander à ceux qui nous écoutent par le talkie-walkie d'aller la chercher pour moi s'il vous plaît. Bureau marron, deuxième tiroir. Vous ne vous souvenez sûrement pas de toutes ses personnes mais eux je suis sûr qu'ils se souviennent de vous. C'est vous qui les avez arrêté. Et vous avez fabriqué toutes les preuves qui les amenés à être condamnés. Vous les avez fait incarcérer. Votre fils est en train de jouer avec des gens qui ne vous apprécient pas beaucoup lieutenant. Il serait très fâcheux qu'il découvre qu'il est votre fils... » - Saw 2 (2005)
16. ↑  Eric Matthews : « Où il est ?! - Jigsaw : Où il est ? C'est un problème que vous devrez résoudre avant qu'il ne soit trop tard. Je vous donne deux heures, avant que le gaz qui s'introduit dans son système nerveux ne commence à détruire ses tissus et que son sang ne s'échappe par tous les orifices qu'il a. (Rire) Oh oui, ça va être sanglant. - Eric Matthews : Dites-moi, où il est. - Jigsaw : Dans un endroit sûr, Matthews. » - Saw 2 (2005)
17. ↑  Jigsaw : « Pourquoi tenez-vous tant à récupérer votre fils ? - Eric Matthews (en pleurs) : Parce que c'est mon fils. - Jigsaw : Quelle est la dernière chose que vous lui avez dite la dernière fois que vous l'avez vu ? (Eric se souvient de sa violente dispute avec son fils Daniel lors de leur dernière discussion) Apparemment c'est le fait de savoir votre fils en danger qui vous pousse à agir. » - Saw 2 (2005)
18. ↑  Jigsaw : « J'ai besoin que tu organises un jeu. Il se peut que ce ne soit pas très très clair pour toi pour l'instant mais je t'assure que les personnes testées font partie de quelque chose de plus important. Ils sont tous liés. Et à la fin tu verras, toutes les pièces du puzzle s'assembleront et tout deviendra clair. - Hoffman (entendant les cris de Lynn Denlon au loin) : Amanda va vous faire échouer. - Jigsaw : On verra. » - Saw 5 (2008)
19. ↑  Jigsaw : « Tu es là lieutenant ? Si c'est le cas, tu es certainement le dernier survivant. Alors peut-être réussiras-tu là où les autres ont échoué. Tu crois que tu vas t'en sortir sans avoir passé les épreuves ? Je te promets que mon œuvre continuera. Tu crois que c'est fini juste parce que je suis mort ? Le jeu n'est pas fini, la partie ne fait que commencer. » - Saw 4 (2007)
20. ↑  Jill : « John vous a laissé cinq enveloppes. La sixième était pour moi (Elle révèle à Hoffman la photo de lui que contenait l'enveloppe) Ses dernières volontés. La partie est finie. » - Saw 6 (2009)
21. ↑  En version originale : « That having been said I have a request. Watch over Jill, and should anything happen to her, I want you to act immediately on my behalf. »
22. ↑  William Schenk : « John Kramer avait raison : la spirale. Le symbole du changement, de l'évolution, du progrès. Mais pourquoi limiter ça aux individus alors qu'on pourrait l'appliquer à tout le système ? [...] Si on arrache une langue par ci et quelques os par là, ils capituleront. On va faire le ménage dans la police municipale, ok ? » - Spirale : L'Héritage de Saw (2021)
23. ↑  Logan : « Pourquoi Edgar Munsen était-il libre ? C'était un meurtrier ! Mais vous l'avez protégé parce que c'était votre informateur il y a des années. Et vous avez libéré cet assassin. Edgar Munsen a tué ma femme ! - Halloran : Non, on en sait rien, ça n'a pas été prouvé. » - Jigsaw (2017)
24. ↑  Logan : « [...] Aujourd'hui, dix ans plus tard, j'ai recréé le jeu de Jigsaw avec des criminels que vous aviez laissés s'en sortir. - Halloran : Hein ? Quoi ? - Logan : Je voulais faire à l'identique de Jigsaw. Alors j'ai potassé vos dossiers et j'ai trouvé des candidats aussi plausibles que ceux du jeu original. Je leur ai accordé les mêmes chances que Jigsaw il y a dix ans. Il avait mis cinq personnes dans ce jeu, j'en ai mis trois. Vous et moi sommes les deux derniers. Je voulais voir si j'étais digne de lui. Digne de son talent. » - Jigsaw (2017)
25. ↑  Hoffman : « Vous supposez que ça va se passer comme vous l'avez imaginé ? - Jigsaw : Je ne suppose rien. J'anticipe les possibilités et je laisse le jeu se dérouler. [...] - Hoffman : Ça laisse place au hasard. - Jigsaw : Si on sait bien anticiper le comportement humain, ça ne laisse aucune chance au hasard. » - Saw 5 (2008)
26. ↑  Jigsaw : « Ceux qui ne savent pas apprécier la vie ne méritent pas de vivre. » - Saw 2 (2005)
27. ↑  Jigsaw : « Je n'ai jamais tué qui que ce soit dans mon existence. Le choix leur appartient. » - Saw 2 (2005)
28. ↑  Jigsaw : « Je m'appelle John - Eric Matthews : « Le Tueur au Puzzle » vous préférez non ? - Jigsaw : Non, non (ricane) Ce sont les policiers et les journalistes qui m'ont affublé de ce surnom. Je n'ai jamais revendiqué ou encouragé cela. » - Saw 2 (2005)
29. ↑  Jigsaw : « Vous voyez lieutenant, la théorie de l'évolution de Darwin, la lutte pour la vie, qu'il a écrite après son expédition aux Galápagos n'est pas représentatif sur cette planète car la race humaine n'a pas la volonté de survivre. » - Saw 2 (2005)